# Plena Manlibro de Esperanta Gramatiko
Le Plena Manlibro de Esperanta Gramatiko (PMEG, « Manuel complet de grammaire d’espéranto ») est un livre détaillant la Grammaire de l’espéranto d’une manière facilement compréhensible. Il est principalement écrit par Bertilo Wennergren. Ce livre a pour public des espérantophones ordinaires, désirant étudier la grammaire, la construction des mots, l’écriture et la prononciation de la langue internationale Espéranto.

## Présentation
Pour simplifier la compréhension, l’ouvrage n’utilise pas la terminologie traditionnelle de la grammaire. Par exemple, il utilise « mots en O » au lieu de substantif et « petit mot à rôle » au lieu de préposition. Cette terminologie d’un genre nouveau est davantage adaptée à la description de l’espéranto que les termes traditionnels. Par exemple, selon la terminologie habituelle, les mots tiu (« ce »), ambaŭ (« l’un et l’autre ») et ties (« de ceci ») sont des adjectifs, mais ils se conduisent très différemment des adjectifs se terminant par un A en espéranto. Ainsi, la terminologie « mots en A » regroupe des mots qui se conduisent de manière similaire.
Le PMEG est principalement un outil d’apprentissage pratique, qui ne vise pas à être un ouvrage théorique pour linguistes, à l’instar du Plena Analiza Gramatiko (« Grammaire analytique complète »).
De 1995 à 2006, le PMEG n’existait qu’en version en ligne sur l’Internet, mais il est également disponible en version sur papier depuis sa publication en 2006 par Esperanto‑USA.
Une nouvelle édition du livre (correspondant à la version en ligne 15.2) apparaît fin 2020.
Le contenu du PMEG ne répond que de Bertilo Wennergren, mais il a reçu l’aide de nombreuses autres personnes dans sa rédaction.